# Latiguina siranca
Latiguina siranca är en insektsart som beskrevs av Young 1986. Latiguina siranca ingår i släktet Latiguina och familjen dvärgstritar. Inga underarter finns listade i Catalogue of Life.